# Halowe Mistrzostwa Świata w Lekkoatletyce 2014 – bieg na 400 m mężczyzn
Bieg na 400 metrów mężczyzn – jedna z konkurencji rozegranych podczas 15. Halowych Mistrzostw Świata w Sopocie.

## Terminarz
| Data    | Godzina | Runda      |
| ------- | ------- | ---------- |
| 7 marca | 10:40   | Eliminacje |
| 7 marca | 21:15   | Półfinały  |
| 8 marca | 20:30   | Finał      |

## Wyniki
| CR – rekord mistrzostw \| NR – rekord kraju \| AR – rekord kontynentu \| SB – najlepszy wynik w sezonie \| PB – rekord życiowy |

### Eliminacje
Do zawodów przystąpiło 27 zawodników. Aby dostać się do półfinału trzeba było zająć miejsce w pierwszej dwójce w swoim biegu eliminacyjnym (Q) lub znaleźć się w gronie 2 najszybszych zawodników, którzy się nie zakwalifikowali (q).
| Pozycja | Bieg | Zawodnik               | Reprezentacja                        | Czas  | Uwagi |
| ------- | ---- | ---------------------- | ------------------------------------ | ----- | ----- |
| 1.      | 5    | Chris Brown            | Bahamy                               | 45,84 | Q, SB |
| 2.      | 5    | Pavel Maslák           | Czechy                               | 46,01 | Q     |
| 3.      | 1    | Lalonde Gordon         | Trynidad i Tobago                    | 46,07 | Q     |
| 4.      | 1    | Edino Steele           | Jamajka                              | 46,38 | Q     |
| 5.      | 4    | Kyle Clemons           | Stany Zjednoczone                    | 46,42 | Q     |
| 6.      | 1    | Marek Niit             | Estonia                              | 46,52 | q     |
| 7.      | 3    | Luguelín Santos        | Dominikana                           | 46,54 | Q     |
| 8.      | 3    | Nery Brenes            | Kostaryka                            | 46,62 | Q     |
| 8.      | 2    | David Verburg          | Stany Zjednoczone                    | 46,62 | Q     |
| 10.     | 3    | Nigel Levine           | Wielka Brytania                      | 46,64 | q     |
| 11.     | 5    | Nick Ekelund-Arenander | Dania                                | 46,68 |       |
| 12.     | 3    | Anderson Henriques     | Brazylia                             | 46,82 | PB    |
| 13.     | 2    | Rafał Omelko           | Polska                               | 46,84 | Q     |
| 14.     | 4    | Akheem Gauntlett       | Jamajka                              | 46,85 | Q     |
| 15.     | 2    | Jarrin Solomon         | Trynidad i Tobago                    | 46,86 |       |
| 16.     | 4    | Tabarie Henry          | Wyspy Dziewicze Stanów Zjednoczonych | 46,87 |       |
| 17.     | 1    | Witalij Butrym         | Ukraina                              | 46,98 |       |
| 18.     | 5    | Mark Ujakpor           | Hiszpania                            | 47,16 |       |
| 19.     | 1    | Erison Hurtault        | Dominika                             | 47,25 |       |
| 20.     | 2    | Gustavo Cuesta         | Dominikana                           | 47,43 |       |
| 21.     | 4    | Bram Peters            | Holandia                             | 47,50 |       |
| 22.     | 3    | Donald Sanford         | Izrael                               | 47,90 |       |
| 23.     | 2    | Nika Kartavtsevi       | Gruzja                               | 48,68 | SB    |
| 24.     | 5    | Falcon Fagundez        | Urugwaj                              | 49,89 | PB    |
| 25.     | 5    | Jannot Bacar           | Komory                               | 50,11 |       |
| 26 !    | 4    | Richard Buck           | Wielka Brytania                      | DSQ   |       |
| 27 !    | 3    | Siologa Viliamu Sepa   | Samoa                                | DSQ   |       |

### Półfinały
Do półfinałów zakwalifikowało się 12 zawodników. Aby dostać się do finału trzeba było zająć miejsce w pierwszej trójce w swoim biegu półfinałowym (Q).
| Pozycja | Bieg | Zawodnik         | Reprezentacja     | Czas  | Uwagi |
| ------- | ---- | ---------------- | ----------------- | ----- | ----- |
| 1.      | 1    | Pavel Maslák     | Czechy            | 45,79 | Q     |
| 2.      | 1    | Kyle Clemons     | Stany Zjednoczone | 46,06 | Q     |
| 3.      | 2    | Chris Brown      | Bahamy            | 46,19 | Q     |
| 4.      | 2    | Nery Brenes      | Kostaryka         | 46,25 | Q, SB |
| 5.      | 1    | Lalonde Gordon   | Trynidad i Tobago | 46,29 | Q     |
| 6.      | 2    | David Verburg    | Stany Zjednoczone | 46,33 | Q     |
| 7.      | 2    | Luguelín Santos  | Dominikana        | 46,37 |       |
| 8.      | 1    | Nigel Levine     | Wielka Brytania   | 46,84 |       |
| 9.      | 2    | Rafał Omelko     | Polska            | 46,94 |       |
| 10.     | 2    | Akheem Gauntlett | Jamajka           | 47,13 |       |
| 11.     | 1    | Marek Niit       | Estonia           | 47,67 |       |
| 12 !    | 1    | Edino Steele     | Jamajka           | DSQ   |       |

### Finał
| Pozycja | Zawodnik       | Reprezentacja     | Czas  | Uwagi |
| ------- | -------------- | ----------------- | ----- | ----- |
| 1.      | Pavel Maslák   | Czechy            | 45,24 | NR    |
| 2.      | Chris Brown    | Bahamy            | 45,58 | PB    |
| 3.      | Kyle Clemons   | Stany Zjednoczone | 45,74 |       |
| 4.      | David Verburg  | Stany Zjednoczone | 46,21 |       |
| 5.      | Lalonde Gordon | Trynidad i Tobago | 46,39 |       |
| 6.      | Nery Brenes    | Kostaryka         | 47,32 |       |